# Herculis 2023
Das  Herculis 2023 war ein Leichtathletik-Meeting, welches am 21. Juli im Stade Louis II in Monaco stattfand und Teil der Diamond League war.

## Ergebnisse

### Männer

#### 100 m
| Platz | Athlet             | Land | Zeit (s)  |
| ----- | ------------------ | ---- | --------- |
| 1     | Ferdinand Omanyala | KEN  | 09,92     |
| 2     | Letsile Tebogo     | BOT  | 09,93 SB  |
| 3     | Ackeem Blake       | JAM  | 10,00     |
| 4     | Yohan Blake        | JAM  | 10,01 =SB |
| 5     | Kishane Thompson   | JAM  | 10,04     |
| 6     | Joshua Hartmann    | GER  | 10,15     |
| 7     | Courtney Lindsey   | USA  | 10,16     |
| 8     | Arthur Cissé       | CIV  | 10,21     |

Wind: +0,6 m/s

#### 800 m
| Platz | Athlet                      | Land | Zeit (min) |
| ----- | --------------------------- | ---- | ---------- |
| 1     | Wyclife Kinyamal            | KEN  | 1:43,22 WL |
| 2     | Slimane Moula               | ALG  | 1:43,40    |
| 3     | Marco Arop                  | CAN  | 1:43,51    |
| 4     | Djamel Sedjati              | ALG  | 1:43,88    |
| 5     | Daniel Rowden               | GBR  | 1:43,95 PB |
| 6     | Bryce Hoppel                | USA  | 1:43,95 SB |
| 7     | Yanis Meziane               | FRA  | 1:44,30 PB |
| 8     | Emmanuel Wanyonyi           | KEN  | 1:44,35    |
| 9     | Joseph Deng                 | AUS  | 1:44,93    |
| 10    | Clayton Murphy              | USA  | 1:45,83    |
|       | Ludovic le Meur (Pacemaker) | FRA  | DNF        |

#### 5000 m
| Platz                       | Athlet                     | Land | Zeit (min)  |
| --------------------------- | -------------------------- | ---- | ----------- |
| 1                           | Hagos Gebrhiwet            | ETH  | 12:42,80 PB |
| 2                           | Berihu Aregawi             | ETH  | 12:42,58    |
| 3                           | Telahun Haile Bekele       | ETH  | 12:42,70 PB |
| 4                           | Mohamed Katir              | ESP  | 12:45,01 AR |
| 5                           | Jacob Krop                 | KEN  | 12:46,02 SB |
| 6                           | Jacob Kiplimo              | UGA  | 12:48,78    |
| 7                           | Nicholas Kimeli            | KEN  | 12:55,46 SB |
| 8                           | Thierry Ndikumwenayo       | ESP  | 12:55,47 PB |
| 9                           | Jimmy Gressier             | FRA  | 12:56,09 NR |
| 10                          | Mohammed Ahmed             | CAN  | 13:01,58    |
| 11                          | Cornelius Kemboi           | KEN  | 13:01,78    |
| 12                          | Yann Schrub                | FRA  | 13:17,95    |
| 13                          | Cooper Teare               | USA  | 13:19,44    |
| 14                          | Samuel Tefera              | ETH  | 13:22,22    |
| 15                          | Kuma Girma                 | ETH  | 13:43,60    |
|                             | Mounir Akbache (Pacemaker) | FRA  | DNF         |
| Yemaneberhan Crippa         | ITA                        | DNF  |             |
| Justin Kipkoech (Pacemaker) | KEN                        | DNF  |             |

#### 400 m Hürden
| Platz | Athlet             | Land | Zeit (s)        |
| ----- | ------------------ | ---- | --------------- |
| 1     | Karsten Warholm    | NOR  | 46,51 WL DLR MR |
| 2     | Alison dos Santos  | BRA  | 47,66 SB        |
| 3     | CJ Allen           | USA  | 47,84           |
| 4     | Ludvy Vaillant     | FRA  | 47,85 PB        |
| 5     | Wilfried Happio    | FRA  | 48,25           |
| 6     | Nick Smidt         | NED  | 48,57           |
| 7     | Khallifah Rosser   | USA  | 48,71           |
|       | Alessandro Sibilio | ITA  | DNF             |

#### 3000 m Hindernis
| Platz                   | Athlet                         | Land | Zeit (min) |
| ----------------------- | ------------------------------ | ---- | ---------- |
| 1                       | Simon Kiprop Koech             | KEN  | 8:04,19 PB |
| 2                       | Abraham Kibiwot                | KEN  | 8:09,54    |
| 3                       | Abrham Sime                    | ETH  | 8:10,56 PB |
| 4                       | Samuel Firewu                  | ETH  | 8:10,57 PB |
| 5                       | George Beamish                 | NZL  | 8:13,26 NR |
| 6                       | Anthony Rotich                 | USA  | 8:13,74 PB |
| 7                       | Víctor Ruiz                    | ESP  | 8:14,41    |
| 8                       | Mason Ferlic                   | USA  | 8:16,03 PB |
| 9                       | Djilali Bedrani                | FRA  | 8:16,81 SB |
| 10                      | Nicolas-Marie Daru             | FRA  | 8:18,45 PB |
| 11                      | Mohamed Amin Jhinaoui          | TUN  | 8:21,63    |
| 12                      | William Battershill            | GBR  | 8:22,64 PB |
| 13                      | Amos Serem                     | KEN  | 8:24,02    |
| 14                      | Conseslus Kipruto              | KEN  | 8:24,46    |
| 15                      | Benard Keter                   | USA  | 8:29,61    |
|                         | El Mehdi Aboujanah (Pacemaker) | ESP  | DNF        |
| Mark Pearce (Pacemaker) | GBR                            | DNF  |            |

#### Stabhochsprung
| Platz | Athlet                | Land | Höhe (m) |
| ----- | --------------------- | ---- | -------- |
| 1     | Christopher Nilsen    | USA  | 5,92 =SB |
| 2     | Ernest John Obiena    | PHI  | 5,82     |
| 3     | Kurtis Marschall      | AUS  | 5,82     |
| 4     | Armand Duplantis      | SWE  | 5,72     |
| 4     | Sam Kendricks         | USA  | 5,72     |
| 4     | Bo Kanda Lita Baehre  | GER  | 5,72     |
| 7     | Pål Haugen Lillefosse | NOR  | 5,72 =SB |
| 8     | Thibaut Collet        | FRA  | 5,62     |
| 8     | Zach McWhorter        | USA  | 5,62     |
| 10    | Ben Broeders          | BEL  | 5,42     |
| 10    | Sondre Guttormsen     | NOR  | 5,42     |
| 10    | Renaud Lavillenie     | FRA  | 5,42     |

#### Dreisprung
| Platz | Athlet               | Land | Weite (m) |
| ----- | -------------------- | ---- | --------- |
| 1     | Hugues Fabrice Zango | BFA  | 17,70     |
| 2     | Jaydon Hibbert       | JAM  | 17,66     |
| 3     | Yasser Triki         | ALG  | 17,32 SB  |
| 4     | Lázaro Martínez      | CUB  | 16,81     |
| 5     | Jean-Marc Pontvianne | FRA  | 16,71     |
| 6     | Praveen Chithravel   | IND  | 16,59     |
| 7     | Will Claye           | USA  | 16,21     |
| 8     | Christian Taylor     | USA  | 16,20     |

#### Speerwurf
| Platz | Athlet               | Land | Weite (m) |
| ----- | -------------------- | ---- | --------- |
| 1     | Jakub Vadlejch       | CZE  | 85,95     |
| 2     | Julian Weber         | GER  | 84,23     |
| 3     | Keshorn Walcott      | TTO  | 81,31     |
| 4     | Anderson Peters      | GRN  | 79,70     |
| 5     | Curtis Thompson      | USA  | 78,49     |
| 6     | Felise Vaha'i Sosaia | FRA  | 77,80     |
| 7     | Timothy Herman       | BEL  | 74,34     |

### Frauen

#### 200 m
| Platz | Athletin            | Land | Zeit (s) |
| ----- | ------------------- | ---- | -------- |
| 1     | Shericka Jackson    | JAM  | 21,86    |
| 2     | Julien Alfred       | LCA  | 22,08    |
| 3     | Dina Asher-Smith    | GBR  | 22,23 SB |
| 4     | Anthonique Strachan | BAH  | 22,40    |
| 5     | Daryll Neita        | GBR  | 22,54    |
| 5     | Kayla White         | USA  | 22,54    |
| 7     | Gabrielle Thomas    | USA  | 22,67    |
| 8     | Tamara Clark        | USA  | 22,83    |

Wind: +0,2 m/s

#### 400 m
| Platz | Athletin           | Land | Zeit (s) |
| ----- | ------------------ | ---- | -------- |
| 1     | Natalia Kaczmarek  | POL  | 49,63    |
| 2     | Shamier Little     | USA  | 49,68 PB |
| 3     | Lieke Klaver       | NED  | 49,99    |
| 4     | Rhasidat Adeleke   | IRL  | 49,99    |
| 5     | Sada Williams      | BAR  | 50,00 SB |
| 6     | Mary Moraa         | KEN  | 50,48    |
| 7     | Zenéy van der Walt | RSA  | 51,20    |
| 8     | Anna Kiełbasińska  | POL  | 52,67    |

#### Meile
| Platz                            | Athletin                      | Land | Zeit (min) |
| -------------------------------- | ----------------------------- | ---- | ---------- |
| 1                                | Faith Kipyegon                | KEN  | 4:07,64 WR |
| 2                                | Ciara Mageean                 | IRL  | 4:14,58 NR |
| 3                                | Freweyni Hailu                | ETH  | 4:14,79 SB |
| 4                                | Laura Muir                    | GBR  | 4:15,24 NR |
| 5                                | Jessica Hull                  | AUS  | 4:15,34 AR |
| 6                                | Nikki Hiltz                   | USA  | 4:16,35 AR |
| 7                                | Melissa Courtney-Bryant       | GBR  | 4:16,38 PB |
| 8                                | Elise Cranny                  | USA  | 4:16,47 PB |
| 9                                | Abbey Caldwell                | AUS  | 4:20,51 PB |
| 10                               | Esther Guerrero               | ESP  | 4:22,28 PB |
| 11                               | Bérénice Cleyet-Merle         | FRA  | 4:26,06 NR |
| 12                               | Agathe Guillemot              | FRA  | 4:26,92 PB |
| 12                               | Joselyn Brea                  | VEN  | 4:27,41 AR |
|                                  | Winnie Nanyondo (Pacemakerin) | UGA  | DNF        |
| Kristie Schoffield (Pacemakerin) | USA                           | DNF  |            |

#### 100 m Hürden
| Platz | Athletin         | Land | Zeit (s)       |
| ----- | ---------------- | ---- | -------------- |
| 1     | Nia Ali          | USA  | 12,30 WL MR PB |
| 2     | Kendra Harrison  | USA  | 12,31          |
| 3     | Alaysha Johnson  | USA  | 12,39          |
| 4     | Tia Jones        | USA  | 12,39 SB       |
| 5     | Pia Skrzyszowska | POL  | 12,68          |
| 6     | Laëticia Bapté   | FRA  | 12,73 PB       |
| 7     | Sarah Lavin      | IRL  | 12,74          |
| 8     | Elena Carraro    | ITA  | 13,28          |

#### Hochsprung
| Platz | Athletin              | Land | Höhe (m) |
| ----- | --------------------- | ---- | -------- |
| 1     | Nicola Olyslagers     | AUS  | 1,99     |
| 2     | Iryna Heraschtschenko | UKR  | 1,96     |
| 3     | Jaroslawa Mahutschich | UKR  | 1,96     |
| 4     | Eleanor Patterson     | AUS  | 1,96 SB  |
| 4     | Angelina Topić        | FRA  | 1,96     |
| 6     | Julija Lewtschenko    | UKR  | 1,93     |
| 7     | Morgan Lake           | GBR  | 1,93     |
| 8     | Lia Apostolovski      | SVN  | 1,90 SB  |
| 9     | Nawal Meniker         | FRA  | 1,85     |

#### Weitsprung
| Platz | Athletin            | Land | Weite (m) |
| ----- | ------------------- | ---- | --------- |
| 1     | Larissa Iapichino   | ITA  | 6,95 PB   |
| 2     | Tara Davis-Woodhall | USA  | 6,88      |
| 3     | Ivana Vuleta        | SRB  | 6,86 SB   |
| 4     | Hilary Kpatcha      | FRA  | 6,77      |
| 5     | Fátima Diame        | ESP  | 6,74      |
| 6     | Brooke Buschkuehl   | AUS  | 6,73      |
| 7     | Ackelia Smith       | JAM  | 6,70      |
| 8     | Ese Brume           | NGR  | 6,67      |
| 9     | Quanesha Burks      | USA  | 6,66      |
| 10    | Yulimar Rojas       | VEN  | 6,61 SB   |
| 11    | Jazmin Sawyers      | GBR  | 6,59      |